# Расмус Віндінґстад
Расмус Віндінґстад (31 жовтня 1993 ) — норвезький гірськолижник, олімпійський медаліст. 

## Виступи на Олімпійських іграх
| Рік  | Місце проведення | СЛ | ГС  | СГ | ШС | КМ | КЗ |
| ---- | ---------------- | -- | --- | -- | -- | -- | -- |
| 2022 | Пекін, Китай     | —  | DNF | 29 | —  | —  | 3  |

## Виступи на чемпіонатах світу
| Рік  | Місце проведення     | СЛ | ГС | СГ | ШС | КМ |
| ---- | -------------------- | -- | -- | -- | -- | -- |
| 2015 | Вейл/Бівер-Крик, США | —  | 31 | —  | —  | —  |
| 2019 | Оре, Швеція          | —  | 13 | —  | —  | 13 |